# Skiptárfoss
Der Skiptárfoss ist ein Wasserfall in Westfjorden Islands zwischen den Gemeinden Reykhólahreppur und Vesturbyggð.
Der Bach Skiptá bildet die Grenze zwischen den Gemeinden, ist der Abfluss vom Skiptárvötn und stürzt um 80 m in die Tiefe. Der Bach wird vom Schmelzwasser gespeist und gegen Ende des Sommers führt er wenig Wasser. Bis 2014 fuhr man über eine Brücke des Vestfjarðavegurs  zwischen dem Wasserfall und der Mündung in den Kjálkafjörður. Die Straße umrundet jetzt nicht mehr den inneren Teil vom Fjord, sondern führt über einen Damm und eine neue Brücke.